# U-Bahnhof Westendstraße
Der U-Bahnhof Westendstraße liegt im Münchner Westen an der Stammstrecke 3 der Münchner U-Bahn-Linien U4 und U5.

## Geschichte
Der U-Bahnhof Westendstraße wurde am 10. März 1984 eröffnet. Bis zur Eröffnung des U-Bahnhofs Laimer Platz und der damit verbundenen Verlängerung der sogenannten Stammstrecke 3 in westlicher Richtung im Jahre 1988 war er auch die Anfangs- und Endstation für die Linie U5. Seit 1999 ist er zu bestimmten Tageszeiten für die U4 wieder End- und Anfangsstation, in der Hauptverkehrszeit sowie generell in den Ferien endet sie bereits an der Theresienwiese, in den Abendstunden am Odeonsplatz. Bei Verlängerung der U5 nach Pasing würde die U4 zum Laimer Platz weiterfahren und nicht wie jetzt an der Westendstraße enden.
Der U-Bahnhof Westendstraße wurde nach der gleichnamigen Straße benannt, die früher zur westlichen Stadtgrenze Münchens führte. Heute befindet sich hier die Grenze der Münchner Stadtteile Sendling-Westpark und Laim.

## Lage
Der U-Bahnhof Westendstraße befindet sich in West-Ost-Richtung unterhalb der Zschokkestraße. Das Westende des Bahnsteigs verfügt über zwei Ausgänge zur Oberfläche, die beide Seiten der Zschokkestraße erschließen. Die Ausgänge am Ostende des Bahnsteigs führen zu allen vier Seiten der Kreuzung Zschokkestraße/Westendstraße mit Fahr- und Festtreppen. Hier befindet sich auch ein Verteilergeschoss und ein Aufzug zur Oberfläche sowie ein Anschluss zur Tramlinie 18.
Noch bis 1993 befand sich ein Straßenbahn-Betriebshof an der Westendstraße; heute befindet sich hier ein Omnibus-Betriebshof der MVG (Münchner Verkehrsgesellschaft).

## Verkehr

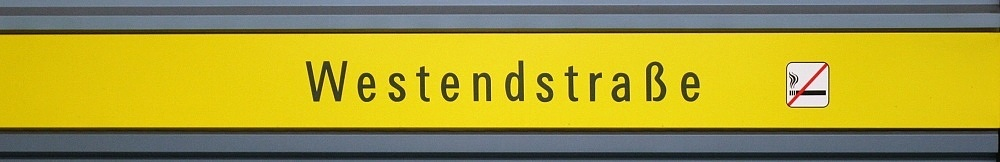
Wandelement

| Linie | Linienverlauf |
| ----- | --- |
| U4    | Westendstraße – (806 m) – Heimeranplatz – (671 m) – Schwanthalerhöhe – (927 m) – Theresienwiese – (711 m) – Hauptbahnhof – (521 m) – Karlsplatz (Stachus) – (811 m) – Odeonsplatz – (933 m) – Lehel – (928 m) – Max-Weber-Platz – (791 m) – Prinzregentenplatz – (838 m) – Böhmerwaldplatz – (552 m) – Richard-Strauss-Straße – (756 m) – Arabellapark |
| U5    | Laimer Platz – (670 m) – Friedenheimer Straße – (791 m) – Westendstraße – (806 m) – Heimeranplatz – (671 m) – Schwanthalerhöhe – (927 m) – Theresienwiese – (711 m) – Hauptbahnhof – (521 m) – Karlsplatz (Stachus) – (811 m) – Odeonsplatz – (933 m) – Lehel – (928 m) – Max-Weber-Platz – (1080 m) – Ostbahnhof – (1602 m) – Innsbrucker Ring – (982 m) – Michaelibad – (1708 m) – Quiddestraße – (778 m) – Neuperlach Zentrum – (764 m) – Therese-Giehse-Allee – (722 m) – Neuperlach Süd |

## Gestaltung
Eine mittig angeordnete Säulenreihe stützt die Bahnsteighalle. Die Säulen wurden mit hellblauen Fließen verkleidet und mit abgerundeten Edelstahlkanten verziert.
Die Hintergleiswände wurden mit länglich verlaufenden blauen Metallpaneelen verkleidet. Die weißen Latten an der Decke der Bahnsteighalle verlaufen quer zur Fahrtrichtung, um eine Blendung durch die beiden Lichtbänder zu vermeiden.